# Chislehurst Caves
Koordinaten: 51° 24′ 28″ N, 0° 3′ 29,7″ O

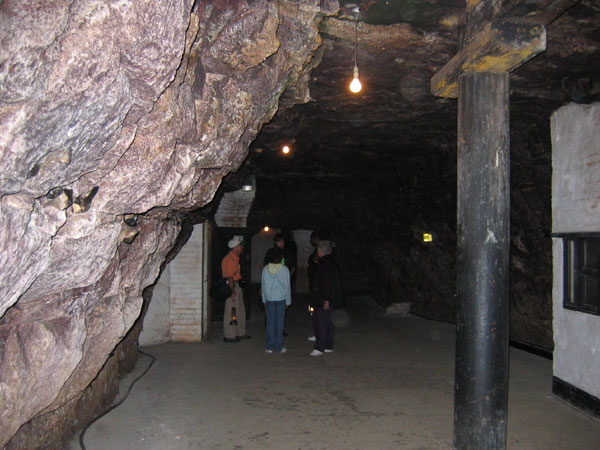
Schaubergwerk Chislehurst Caves

Chislehurst Caves ist ein ehemaliges Kreide- und Feuersteinbergwerk in Chislehurst, einem Londoner Vorort in Kent. Die Gesamtlänge der Grubenbaue beträgt etwa 35 Kilometer.

## Geschichte

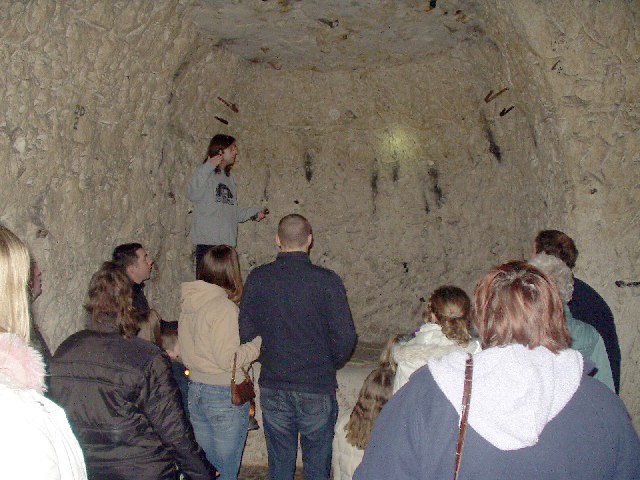
Feuersteineinschlüsse im Seitenstollen

Das Bergwerk wurde im Jahre 1250 erstmals urkundlich erwähnt und mit Unterbrechungen bis 1830 betrieben. Vermutlich wurde hier bereits in prähistorischer Zeit Bergbau auf Feuerstein betrieben.
Während des Ersten Weltkrieges wurde die Anlage als Munitionsdepot benutzt, im Zweiten Weltkrieg während der Luftangriffe auf London 1940 als Luftschutzbunker. Sie boten rund 15.000 Einwohnern Schutz vor Bombenangriffen und waren mit elektrischer Beleuchtung, Belüftungssystemen, Filteranlagen, Etagenbetten, Erste-Hilfe-Stationen und Toilettenanlagen ausgestattet. Kurz nach dem VE-Day 1945 wurde Chislehurst Caves geschlossen. 
In den 1960er Jahren wurde Chislehurst Caves als Konzerthalle genutzt. David Bowie, Status Quo, Jimi Hendrix, die Rolling Stones und Pink Floyd gastierten hier. 

## Trivia
Chislehurst Caves diente häufig als Drehort, unter anderem für Doctor Who, die BBC-Serie Seven Natural Wonders, The Tribe und ein Musikvideo der Metal-Band Cradle of Filth. 

## Schaubergwerk
Heute ist Chislehurst Caves als Schaubergwerk eine Touristenattraktion.